# Stade Municipal de la Ville de Differdange
Das Stade Municipal de la Ville de Differdange (deutsch Städtisches Stadion der Stadt Differdingen) ist ein Fußballstadion in Differdingen im Kanton Esch an der Alzette im Südwesten Luxemburgs.
Es ist die Heimstätte des ortsansässigen Fußballvereins FC Differdingen 03 und bietet Platz für 3500 Zuschauer. Zu Europapokalspielen ist die Kapazität auf 1940 Plätze limitiert. Gelegentlich finden hier auch Testspiele der luxemburgischen Nationalmannschaft statt.
Seit 2012 trägt der Verein hier seine Heimspiele in der BGL Ligue aus, da das alte Stade du Thillenberg nicht mehr dem neusten Standard entsprach. Auf der Fläche des neuen Stadions stand bis 2010 das Stade Municipal des CS Oberkorn, welches dann abgerissen wurde.
Neben einer überdachten Haupttribüne mit 1800 Sitzplätzen und einer unüberdachten dreireihigen Sitzplatztribüne auf der Gegengeraden für etwa 800 Zuschauer verfügt das Stadion über ein in die Haupttribüne integriertes Klubhaus. Links und rechts neben den beiden Sitzplatztribünen sind jeweils Stehstufen.
Neben vier Flutlichtmasten hat das Stadion eine elektronische Anzeigetafel auf Höhe der Mittellinie. Hinter der Gegengerade steht noch ein Kunstrasenfeld zur Verfügung und ein großes Parkhaus vor dem Stadion.
Im April 2021 begannen Reparaturarbeiten am Drainagesystem des Spielfeldes mit anschließender Rasenerneuerung. Die Arbeiten sollen bis September 2021 abgeschlossen sein.